# تاداشي ناكامورا
تاداشي ناكامورا (باليابانية: 中村 忠) (10 يونيو 1971 في اليابان – )؛ هو لاعب كرة قدم ياباني سابق كان يلعب كمدافع. سبق له أن لعب مع منتخب اليابان.

## وصلات خارجية
- تاداشي ناكامورا على موقع رابطة كرة القدم اليابانية للمحترفين (اليابانية)
- تاداشي ناكامورا على موقع قاعدة بيانات كرة القدم.إي يو (الإنجليزية)
- تاداشي ناكامورا على موقع ناشيونال فوتبول تيمز (الإنجليزية)
- تاداشي ناكامورا على موقع عالم كرة القدم.نت (الإنجليزية)

- National Football Teams
- Japan National Football Team Database